# Мещерский природный парк
Мещерский природный парк (также — Баковский лесопарк) — парк в Одинцовском городском округе Московской области России и частично в Москве. Площадь — более 465 гектаров. Работает ежедневно с 10 до 20 часов.

## География
Располагается на территории Одинцовского городского округа Московской области, к западу от Московской кольцевой автодороги, юго-восточнее платформы Баковка Смоленского направления и западнее платформы Мещёрская Киевского направления Московской железной дороги.

## Этимология
Назван по посёлку Мещёрский, который возник как дачный посёлок Княж-Мещёрский. Название дачному посёлку было дано по фамилии землевладельца — князя Сергея Борисовича Мещёрского.

## История
Впервые эта территория упомянута в XIII веке. В это время она принадлежала Александру Невскому. В XVI веке здесь охотился Иван Грозный. В то время была распространена соколиная охота. С XVII по XVIII вв. здесь находились владения князя Николая Ивановича Трубецкого. В 1852 году входил в Сетунский стан Московского уезда. 19 июля 1933 года здесь началось строительство дачного посёлка для советских писателей под названием Дом творчества писателей «Переделкино». С 1935 года часть лесопаркового защитного пояса Москвы. 18 декабря 2007 года ООО «Эко вест», принадлежащее Роману Абрамовичу, приобрело лес от Мослесхоза. Сумма сделки 24 миллиона рублей. 8 сентября 2009 года зарегистрирован домен m-park.ru. В 2011 году переименован в Мещерский природный парк. Осенью 2011 года произошло благоустройство ландшафта, очистка от поваленных деревьев, построены дорожки для пешеходов и велосипедистов, детские площадки.

## Флора и фауна
В парке встречаются: лещина, жимолость, бересклет бородавчатый, медуница, зеленчук, копытень, лунник, купальница, горец.

## Отзывы
В 2013 году журналист Юлия Латынина прокомментировала парк:
Роман Абрамович (кстати, большое ему человеческое спасибо) взял в аренду 2 гигантских куска леса около Сколково, и сам за свои деньги делает там потрясающий парк. Я знаю, что они там еще больницу собираются делать. Вот там, где было болото, там теперь катаются мамы с колясками.